# Кассегрен, Лоран

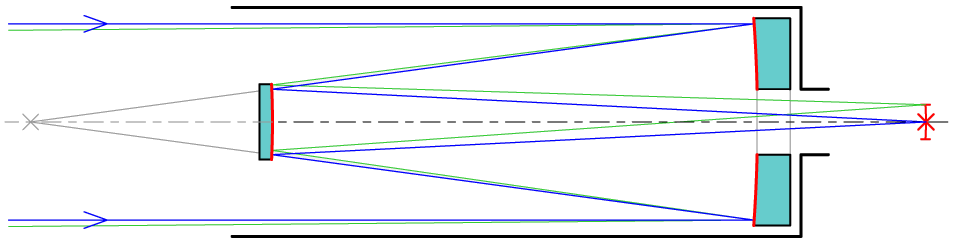
Схема телескопа Кассегрена

Лора́н Кассегре́н (фр. Laurent Cassegrain, 1629(?)—1693) — французский католический священник и оптик.

## Биография
Родился в Шартре (департамент Эр и Луар) около 1629 года, точная дата рождения неизвестна. О его жизни очень мало достоверных сведений. Есть версия, что он был профессором физики и преподавал в Коллеж-де-Шартр, по другой версии — был скульптором и литейщиком Людовика XIV.
Достоверно известно, что 25 апреля 1672 года на заседании Парижской АН был доложен трактат Кассегрена о мегафонах. В трактате также указывалось, что Кассегрен разработал схему телескопа-рефлектора, отличающуюся от предложенной ранее И. Ньютоном. В схеме Кассегрена выпуклое вторичное зеркало расположено так, что оно перехватывает лучи от объектива до их схождения в фокус и отражает в окуляр через центральное отверстие в объективе. Схема Кассегрена имеет ряд преимуществ. В ней частично компенсируется сферическая аберрация, благодаря чему она стала широко применяться при создании больших телескопов.
В его честь назван кратер на Луне.